# Chitarra requinto
Una chitarra Requinto è una versione più piccola di una chitarra classica, con una lunghezza della scala compresa tra 52 e 54 cm. È accordato una quarta più alta di una chitarra classica standard: La2-Re3-Sol3-Do4-Mi4-La4. Spesso, ma non sempre, hanno un ritaglio per raggiungere agevolmente i tasti più alti.

## Uso classico

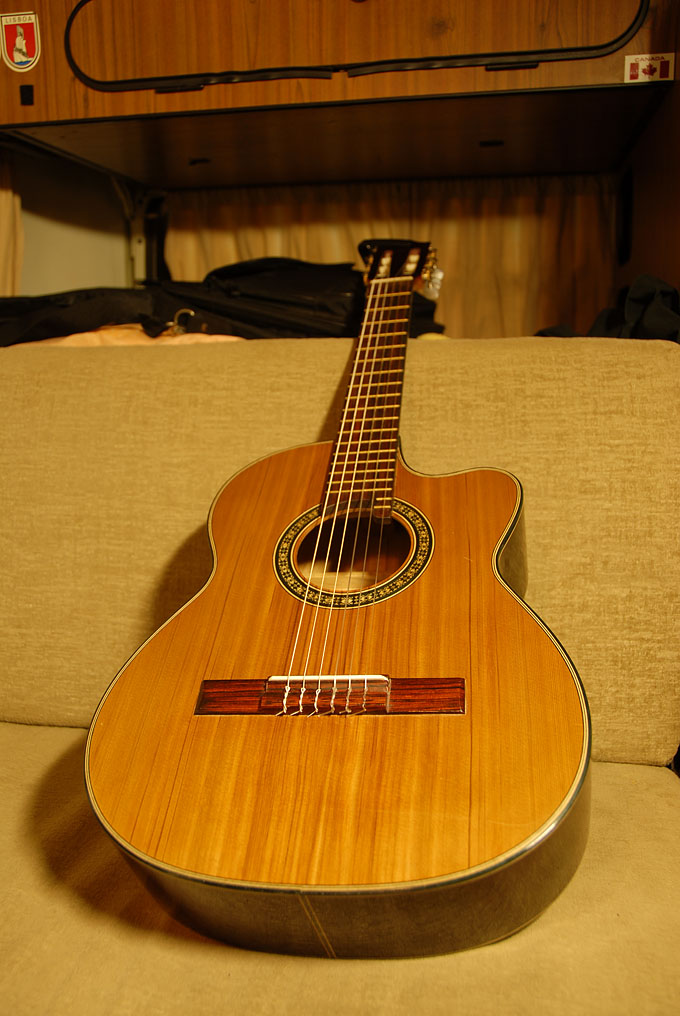
Un requinto disteso

La chitarra Requinto è tradizionalmente usata nelle orchestre di chitarre, insieme a chitarre di altre dimensioni.

## Uso moderno
La chitarra requinto è ora particolarmente popolare in Messico e altrove in America Latina. In Messico è utilizzato nei gruppi del Trío Romántico.
Fu introdotto per la prima volta nella musica popolare nel 1945 dal chitarrista/cantante messicano Alfredo Gil del trio di musica romantica Los Panchos.
I requinto prodotti in Messico hanno un corpo più profondo di una chitarra classica standard (110 millimetri (4,3 in) rispetto a 105 millimetri (4,1 in)). I requinto fabbricati in Spagna tendono ad avere la stessa profondità dello standard classico.